# Gasteropelecus levis
Gasteropelecus levis és una espècie de peix de la família dels gasteropelècids i de l'ordre dels caraciformes. És un peix d'aigua dolça de Sud-amèrica capaç de volar mitjançant la propulsió.

## Morfologia
- Els mascles poden assolir 3,5 cm de longitud total.[2][3]
- Té unes aletes pectorals llargues que li permeten volar per propulsió, arribant fins a 2 metres apróximadament i en condicions de percebre perill.
- Pot tindre un color uniforme o un color ratllat.[4]

## Alimentació
Menja cucs, crustacis i insectes.

## Hàbitat
És un peix d'aigua dolça i de clima tropical.

## Distribució geogràfica
Es troba a Sud-amèrica: conca del riu Amazones al Brasil.